# ویتکوف (ناحیه اوپاوا)
ویتکوف (به چکی: Vítkov) یک منطقهٔ مسکونی و شهرستان دارای شهرک سابقاً روستا در جمهوری چک است که در ناحیه اوپاوا واقع شده‌است. ویتکوف ۵۵٫۰۳ کیلومتر مربع مساحت و ۶٬۱۲۳ نفر جمعیت دارد و ۴۸۰ متر بالاتر از سطح دریا واقع شده‌است.

## خواهرخوانده
شهر Kalety خواهرخواندهٔ ویتکوف (ناحیه اوپاوا) هست.